# 鮑威爾鎮區 (密歇根州)
鮑威爾鎮區（英語：Powell Township）是位於美國密歇根州馬凱特縣的一個行政鎮區。

## 地方資料
鮑威爾鎮區的面積為419.73平方千米，當中陸地面積為398.08平方千米，而水域面積為21.65平方千米。根據2020年美國人口普查的數據，當地共有人口732人，而人口密度為每平方千米1.74人。